# Die anderen
die anderen waren eine Musikgruppe, die 1985 von Olaf Tost, Steffen Krüger und Stefan Schüler in Ost-Berlin gegründet wurde. Sie wurde bis zum Mauerfall eine der wichtigsten Bands Ende der 1980er in der DDR. Die Kleinschreibung des Namens ist gewollt.

## Geschichte
In der Silvesternacht 1984 zu 1985 fand in Ostberlin eine Jamsession in der Binzstraße 2 bei Steffen Krüger mit Musikern wie Olaf Tost, Stefan Schüler, Flake (Christian Lorenz) und einigen anderen statt. Tost, der schon länger mit Feeling-B-Sänger Aljoscha Rompe und Keyboarder Flake befreundet, traf den Entschluss, ein eigenes Bandprojekt zu gründen.
So gründeten am 1. Januar 1985 Olaf Tost und Stefan Schüler die Band „die anderen“. Im Herbst 1985 machten sie ihre erste Einstufung mit dem Amateurstatus Mittelstufe. Ihr erster Manager war Adam Adamski 1986 gaben sie erste Konzerte in Ostberlin. Schnell wurden sie republikweit mit ihrer besonderen Variante des „Spaßpunk“ bekannt, einer Mischung aus Ska, Punk, Pop, NDW und anderen Einflüssen.
Als Eigenproduktionen brachte die Band 1987 Berlin Radio und 1988 Global Minded auf Kassetten (MC) im Eigenvertrieb heraus. Die ersten Aufnahmen hierfür wurden 1986 im Proberaum im 3. Stock der Friedrichshainer Liebigstraße 16 von Paul Landers  und Arnim Bautz (New Affaire Magic Show) produziert. 1988 wurden im Studio von Gunther Krex (Engerling, L’art de Passage) weitere Aufnahmen eingespielt.
Bereits 1986 fanden Gespräche zu Plattenaufnahmen mit dem Plattenlabel Amiga statt. Zu einer Vereinbarung oder Veröffentlichung kam es jedoch nicht, denn Amiga machte zu viele Vorgaben. Vor allem der Sänger und Gründer der Band, „Toster“ (Olaf Tost), wollte derartigen Einschränkungen nicht folgen.
Durch den Manager Lars Wünsche (ab Mitte 1987) bekam die Band weitere Auftritte und Aufmerksamkeit im ganzen Land. Die Band erhielt 1988 die Zulassung als Berufsmusiker, wodurch der Umgang mit den Behörden vereinfacht wurde.
Die Reihe „Kleeblatt“ war eine Sampler-Reihe von Amiga, auf der jeweils vier Künstler bzw. Bands unterschiedlicher Genres, die noch keine Veröffentlichungen hatten, eine Plattform bekamen. Auf Kleeblatt Nr. 23, der sich der neuen Szene widmete, sollten ursprünglich auch „die anderen“ erscheinen. Diese Veröffentlichung wurde seitens der Band abgelehnt, weil Amiga auf Textänderungen bestand. Dennoch wurde der Sampler 1988 unter den Namen „Die anderen Bands“ veröffentlicht. So wurde die Band unfreiwillig zum Namensgeber einer Amiga-Platte.
Im Januar 1988 und Januar 1989 fand im Palast der Republik die Veranstaltung „Jugend im Palast“ statt, bei der Bands wie Die Skeptiker, Die Vision, Die Art, Tina has never had a Teddybear, Die 3 von der Tankstelle und die anderen spielten. Von den Auftritten am 19. Januar 1989 gab es einen Rundfunkmitschnitt.
Am 26. Mai 1989 gab die Gruppe mit einem Tagesvisum das erste Konzert im westlichen Ausland zusammen mit Feeling B und Tina Has Never Had A Teddy Bear im Westberliner Club „Ecstasy“. Initiiert hatte den Auftritt der US-amerikanische Produzent Jack Rieley. Reisegenehmigung, Pässe und Vertragsabwicklung wurden vom Generalkomitee für Unterhaltungskunst organisiert. Für den Zeitraum von Mitte Oktober bis Mitte November 1989 verfügten die Musiker sogar über ein Dienstreisevisum, mit dem sie jederzeit die Diplomatenspur in der Grenzübergangsstelle Bahnhof Friedrichstraße oder dem Checkpoint Charlie benutzen konnten. Ausgerechnet am Tag des Mauerfalls, am 9. November 1989, gastierten „die anderen“ und Feeling B auf der Westseite der Berliner Mauer, im Kreuzberger Club „Pike“. In dieser Nacht beschloss die Band ihre Auflösung. Die bereits gebuchten Auftritte wurden noch absolviert, aber keine weiteren mehr geplant.

## Reunion
1999 gab es eine Reunion und „die anderen“ spielten in veränderter Besetzung. Die Band trat sporadisch bis 2003 auf.

## 40-jähriges Jubiläum
Im Jahr 2025 wurden erstmals zwei Schallplatten mit den Studio-Aufnahmen von „die anderen“ produziert, Berlin Radio und Global minded. Antek Marquardt initiierte das Projekt zum 40-jährigen Bandjubiläum gemeinsam mit dem Verlag Buschfunk. Anlässlich des Jubiläums und der Veröffentlichung der beiden Schallplatten fand eine große Party im Berliner Club „Roadrunners Paradise“ statt.

## Diskografie
- 1987: Berlin Radio (Tape)
- 1988: Global Minded (Tape)
- 1988: Gelbe Worte auf Heiß drauf! Startschuß 88 (LP-Kompilation, Amiga 856369)
- 1989: Berlin Radio (Tape, Re-Issue + Bonustracks DD Music Records DD 003)
- 1989: Live im Palast der Republik 19.1.1989 (Rundfunk-Mitschnitt)
- 1989: Gelbe Worte auf Parocktikum (LP-Kompilation, Amiga 856409)
- 1989: Welcome / Pauls Hochzeit / Gelbe Worte auf VEB Sampler Teil 1 (Tape-Kompilation, AMIGA 62480)
- 1992: (Freitag Abend in) Berlin auf Aufbruch Umbruch Abbruch (CD-Kompilation, DSB)
- 1992: Sunday / Bike to Fantasy auf Sentimentaler Rückblick (Tape-Kompilation)
- 1997: Freitag Abend in Berlin auf Kunst & Beton – Musik aus Berlin (Tape-Kompilation, Heimat Kassetten HK 22)
- 2000: Auferstehung EP (MCD, Eigenproduktion)
- 2004: Empty Cans auf Mani.Fest.15 (CD-Kompilation, Noiseworks NW 300)
- 2009: Your Radio auf Der Andere Konsum Sampler (Tape-Kompilation, Der Andere Konsum DAK-MC03-00)
- 2025: Berlin Radio – die anderen (Vinyl, Buschfunk)
- 2025: Global Minded – die anderen (Vinyl, Buschfunk)
- 2025: die anderen – Parocktikum Session – 25.10.1987 (Vinyl, Edition Iron Curtain Radio by Alexander Pehlemann – Zonic)